# Mafalda Antonelli
Mafalda Antonelli, nata Lenina Antonelli, nome di battaglia Elena (Cinigiano, 15 febbraio 1921 – Lugano, 15 febbraio 2011), è stata una partigiana italiana.

## Biografia
Figlia di un tagliaboschi, Cesare Antonelli, Mafalda diede vita insieme alla sorella Leonida e allo zio Guglielmo ad una delle prime bande partigiane della Maremma a Monte Cucco, e svolse il ruolo di collegamento con i partigiani dell'Amiata e quelli del Senese. Braccata dai Repubblichini, riparò nella zona di Manciano, dove operò come staffetta e infermiera nel VII raggruppamento bande al fianco di Luigi Canzanelli (Gino), riuscendo a sopravvivere a due rastrellamenti, tra cui quello del 7 maggio 1944 in cui cadde Canzanelli.
Dopo la Liberazione fu insignita del diploma di patriota dal comandante alleato Harold Alexander, e successivamente emigrò in Svizzera, dove sposò uno spagnolo da cui ebbe la figlia Uliana.
È morta a Stabio nel giorno del suo novantesimo compleanno. La sua esperienza è narrata nel libro del 2010 di Nedo Bianchi Mafalda e la siepe di ginestre.